# San Esteban de los Patos
San Esteban de los Patos ist ein zentralspanischer Ort und eine Gemeinde (municipio) mit 20 Einwohnern (Stand: 2024) in der Provinz Ávila in der Autonomen Region Kastilien-León. 

## Lage und Klima
San Esteban de los Patos liegt auf der Südseite der Sierra de Gredos in der Provinz Ávila in einer Höhe von ca. 1115 m. 
Die Entfernung nach Ávila beträgt knapp neun Kilometer (Fahrtstrecke) in südsüdwestlicher Richtung. Das Klima ist gemäßigt bis warm; der Regen (ca. 492 mm/Jahr) fällt mit Ausnahme der trockenen Sommermonate übers Jahr verteilt.

## Bevölkerungsentwicklung
| Jahr      | 1970 | 1981 | 1991 | 2001 | 2011 | 2021 |
| Einwohner | 183  | 106  | 46   | 44   | 36   | 23   |

## Sehenswürdigkeiten

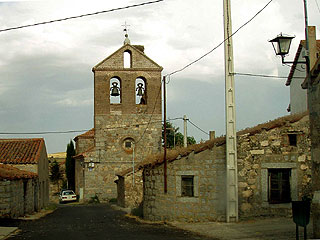
Thomaskirche
- Michaeliskapelle

- Thomaskirche